# 民間司法改革基金會
財團法人民間司法改革基金會（英語：Judicial Reform Foundation, JRF），簡稱司改會，是台灣的民間司法改革團體，1995年11月由「文聯團」律師群在司法院司法改革委員會成立後組成。著名的聲援活動包括支持蘇建和案的當事人三人與徐自強無罪，同時也聯署要求涉嫌江國慶案的陳肇敏上將等人被究責。前董事長中央研究院社會學研究所研究員瞿海源、前執行長林峯正律師、前董事長顧立雄律師、執行委員李茂生，均為廢死聯盟成員，積極推動廢除死刑。

## 歷史
- 1995年11月1日，該會籌備處成立。
- 1995年，該會組成律師30名及法律系學生29名，對台灣高院及台北地院全部刑庭法官，召開記者會公佈台灣首份民間法庭觀察實證報告。
- 1996年，該會喊出開庭時法官席上應擺設法官姓名牌的訴求、呼籲檢察官蒞庭。
- 1996年6月1日，該會公佈蘇建和案的評鑑報告。
- 1997年5月，該會完成財團法人登記。
- 1999年，該會拜會李登輝前總統後，獲得「司法預算獨立」的承諾，終於第3屆國民大會在第4次憲法增修條文第5條增加司法預算獨立條款。
- 2003年，台灣高等法院再審宣判蘇建和、劉秉郎、莊林勳無罪，三人當庭釋放，離開羈押近12年監獄，回歸社會。同年，刑事訴訟法修正，實施改良式當事人進行主義、採行嚴格證據法則、落實交互詰問等進步制度。
- 2007年，我要法官法遊行，由百位律師與民間社團組成超過千人的遊行隊伍，呼籲立法院立即通過《法官法》，淘汰不適任法官。
- 2010年，為《流浪法庭30年》柯芳澤等人聲請釋憲，大法官宣告冤獄賠償法2條3款「因故意或重大過失受押不賠償」違憲，促成刑事補償法立法。
- 2011年，法官法通過，該會作為評鑑主體，成立申訴中心；2020年，法官法修法，人民可以直接請求評鑑、請求評鑑時效合理延長。
- 2013年7月至8月，在洪仲丘事件爆發後，該會幫助軍中受難家屬向中華民國國防部取得真相。
- 2014年，協助400多位義務律師成立318反黑箱服貿運動律師平台，提供遭警察逮捕的學生民眾24小時警詢陪偵與偵審辯護，並協助國家暴力受害人提起自訴及國家賠償。
- 2014年，超過千位律師連署反對司法院限制須所有開庭在場陳述人書面同意，始能聲請法庭錄音光碟，促成立法院三讀增修《法院組織法》90-1條，保障人民取得錄音權利；
- 2017年，長達10個月的意見徵集、分組會議，蔡英文總統親自召開總結會議，並在9月8日發布成果報告書。民間10月6日成立聯盟，監督決議落實。
- 2020年，監獄行刑法、羈押法修正，法務部及矯正署於公布至正式施行間密集開會，邀請民間團體交流，共計訂定31個授權辦法，法規範密度大幅提高。
- 2023年，犯罪被害人權益保障法修正，是自1998年立法來最大幅度改革，持續監督被害人權益保障的落實。

## 歷任董事長
| 姓名   | 任期                  |
| 董事長 | 董事長                |
| ------ | --------------------- |
| 林敏生 | 1997年5月－1997年9月  |
| 陳傳岳 | 1997年9月－1998年3月  |
| 高瑞錚 | 1998年3月－2000年11月 |
| 陳傳岳 | 2000年11月－2007年2月 |
| 黃瑞明 | 2007年2月－2010年2月  |
| 顧立雄 | 2010年2月－2011年2月  |
| 瞿海源 | 2011年2月－2015年2月  |
| 林永頌 | 2015年2月至2022年12月 |
| 黃旭田 | 2022年12月－至今      |

## 事蹟

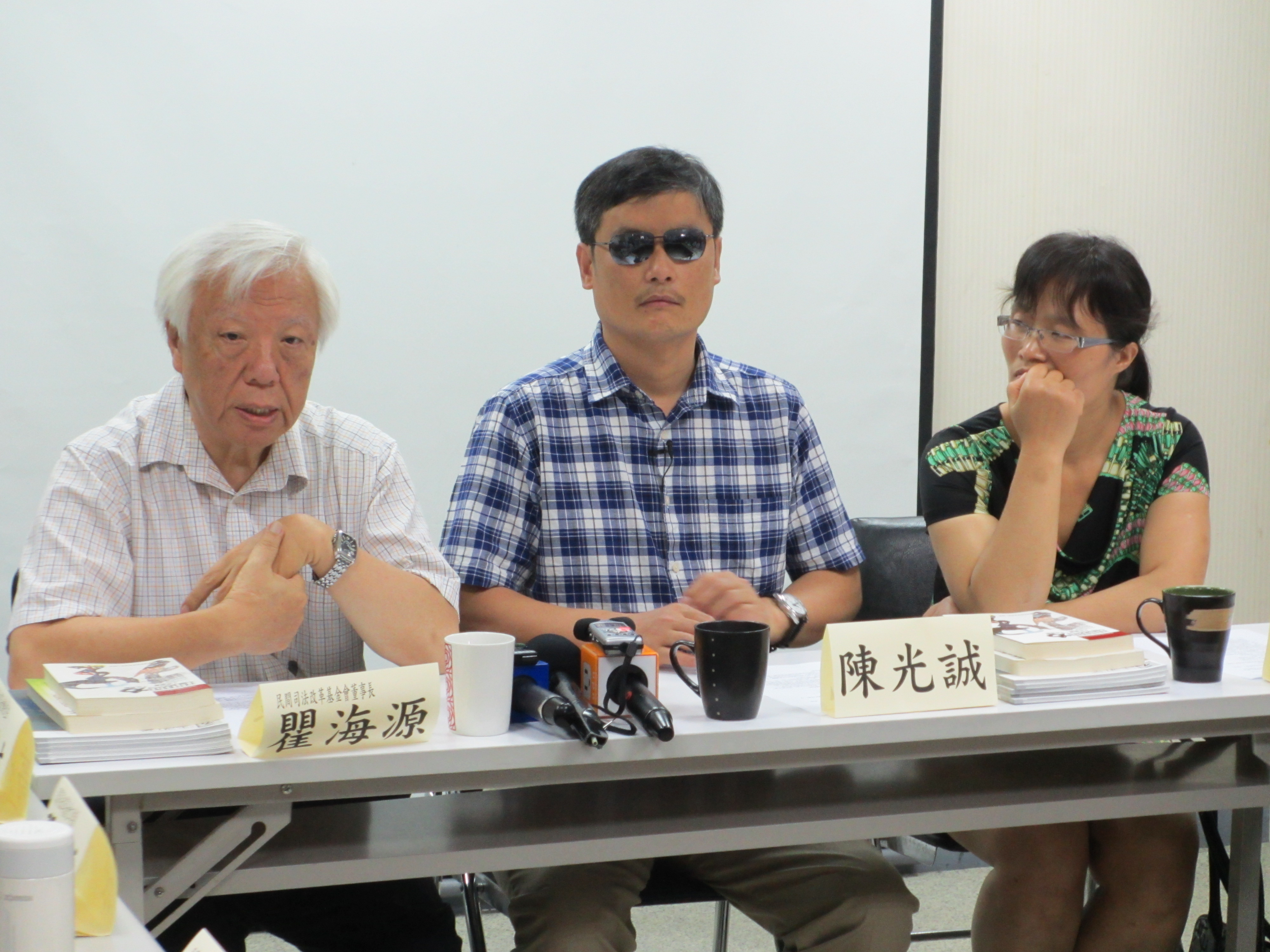
民間司法改革基金會邀請陳光誠共同討論。

### 王隆昌案
王隆昌案是一件民間司法改革基金會認定的一件冤案。王隆昌2003年在國立台北科技大學土木與防災研究所擔任教授期間被聘為南港展覽館工程案17位評審委員之一。過不久，扁案爆發，台灣的法務部組成特別偵察組介入調查，並且在沒有查扣帳冊、沒有提出監聽譯文、沒有查到通聯記錄、沒有提出異常金流證明的情況下，僅憑藉著南港展覽館工程案得標廠商的一位高層助理的說詞，就起訴王隆昌。法官採信檢察官的起訴書內容，判處王隆昌7年8個月有期徒刑。

### 半頁上訴書的高檢署檢察官
發現有檢察官「初學習電腦製作書類，打字緩慢。」為由向上訴人解釋超時回函的問題。

### 推動《檢察官法》
民間司法改革基金會認為當前台灣的檢察官權力過大，好處是，檢察官能獨立辦案不受干涉，缺點是，檢察官辦案幾乎不受任何節制，辦案的品質全憑檢察官的個人良心來維持。，而也有檢察官涉及貪污的情形，因此推動訂定《檢察官法》，作為檢察官的行為指引。

### 評鑑檢察官、法官
接受民眾檢舉，將開庭態度不佳，一年內對被告多次惡言相向的台北地檢署檢察官林冠佑提送評鑑。後來監察院彈劾林冠佑。除此之外，民間司法改革基金會也長期接受民眾申訴在台灣檢察、司法體系中遭遇到的不公，並協助伸張正義。

## 爭議事件
- 2012年5月12日，台灣高等法院在宣判林安順遭槍殺殉職案的兇手李得陽無期徒刑後，林安順的外甥賴大為除不滿判決結果外，更因出於對民間司法改革基金會支持廢除死刑不滿，而推倒司改會和廢死聯盟聲援陸正案邱和順的旗幟，並破口大罵說：「台灣的法律是被那一群人操弄的嗎？不要欺侮人，欺侮到這個起步！」藉此指稱民間司改會和廢死聯盟推動廢除死刑的作為，是在欺負謀殺案件的受害者家屬。[7]
- 2013年4月5日，民間司法改革基金會執行長林峯正晚間和友人聚餐，酒駕被警方攔檢，酒測值高達0.58；他通過生理平衡檢測，但涉拒簽酒測數據單，隔日被依公共危險罪嫌移送台北地檢署，檢方訊後以新台幣5千元交保。[8]

## 外部連結
- 民間司法改革基金會 （页面存档备份，存于）
- 民間司法改革基金會的Facebook專頁